# Бузеску
Бузеску (рум. Buzescu) — Румынская коммуна находящаяся в жудеце Телеорман, Мунтения, Румыния, состоящая только из одноименной деревни. 

## Население
По данным переписи 2002 года, 77% жителей коммуны этнические румыны и 22,9% румынские цыгане. 
С точки зрения религиозной принадлежности, 94,9% населения определены как румынские православные христиане и 4,7% - как адвентисты седьмого дня.

## Достопримечательности
Бузеску известен в Румынии тем, что главная улица посёлка состоит из роскошных домов богатых цыган, что вызывает сильный контраст на фоне окружающих его населённых пунктов.